# Sindromul anticolinergic
Sindromul anticolinergic (SAC) — stare critică relativ rară, dar potențial periculoasă pentru viața, la baza căruia este scăderea absolută sau relativă a activității colinergice. Este cauzată de ingestia de substanțe care posedă proprietăți anticolinergice (colinolitice).
Sindromul anticolinergic a fost descris pentru prima oară de V. G. Longo în 1966. În surse științifice românești aproape că nu există informații pe această temă; în sursele din străinătate, cel mai des sunt rapoarte de cazuri sau serii mici, iar descrierile de loturi mari sunt rare..